# Enrique (album)
 Enrique è il quarto album in studio del cantante spagnolo Enrique Iglesias e primo album in lingua inglese, pubblicato il 23 novembre 1999.

## Descrizione
Dopo il successo del suo primo singolo in inglese, "Bailamos", Enrique Iglesias firmò un contratto per più album con la Interscope Records, e trascorse i due mesi successivi impegnato nella registrazione del suo primo album in inglese. Sapendo che Enrique Iglesias era un fan di Bruce Springsteen, il presidente della Interscope Jimmy Iovine gli suggerì di incidere una cover della canzone di Springsteen "Sad Eyes". L'album contiene inoltre un duetto con Whitney Houston, dal titolo "Could I Have This Kiss Forever", che Iglesias e la Houston incisero a distanza: lui a Los Angeles e lei ad Amburgo. I due cantanti si incontrarono nel momento di incidere nuovamente la canzone in una nuova versione per il singolo. Nell'album compare anche "Bailamos", canzone precedentemente già contenuta come bonus track dell'album di Enrique Cosas del Amor e nella colonna sonora di Wild Wild West.
Lo scatto per la copertina dell'album fu realizzato da Pepe Botella.
Enrique ha venduto oltre 10 milioni di copie nel mondo, diventando uno degli album di maggior successo di Enrique Iglesias.

## Tracce
1. Rhythm Divine – 3:29 (Paul Barry, Mark Taylor)
2. Be with You – 3:40 (Enrique Iglesias, Paul Barry, Mark Taylor)
3. I Have Always Loved You – 4:24 (Rick Nowels, Billy Steinberg, Marie Claire D'Ubaldo)
4. Sad Eyes – 4:08 (Bruce Springsteen)
5. I'm Your Man – 4:43 (Enrique Iglesias, Patrick Leonard)
6. Óyeme – 4:22 (Enrique Iglesias, Billy Steinberg, Estefano, Rick Nowels)
7. Could I Have This Kiss Forever – 4:21 (Diane Warren)
8. You're My #1 – 4:29 (Enrique Iglesias, Lester Mendez)
9. Alabao – 4:00 (Enrique Iglesias, Chein Garcia, Rhett Lawrence)
10. Bailamos – 3:34 (Paul Barry, Mark Taylor)
11. Ritmo Total (Rhythm Divine) – 3:29 (Paul Barry, Mark Taylor)
12. Más Es Amar (Sad Eyes) – 4:14 (Bruce Springsteen)
13. No Puedo Más Sin Ti (I'm Your Man) – 4:47 (Enrique Iglesias, Patrick Leonard)

Traccia aggiunta nella versione brasiliana
1. You're My #1 (feat. Sandy & Junior) – 4:10

Traccia aggiunta nella versione russa
1. You're My Number One (feat. Alsou) – 4:12

Traccia aggiunta nelle versioni inglese e irlandese
1. Rhythm Divine (Fernando Garibay Remix) – 3:48

## Classifiche

### Classifiche settimanali
| Classifica (1999-01) | Posizione massima |
| -------------------- | ----------------- |
| Australia            | 11                |
| Austria              | 12                |
| Belgio (Fiandre)     | 19                |
| Belgio (Vallonia)    | 35                |
| Canada               | 4                 |
| Danimarca            | 22                |
| Finlandia            | 20                |
| Francia              | 51                |
| Germania             | 7                 |
| Irlanda              | 40                |
| Italia               | 22                |
| Norvegia             | 3                 |
| Nuova Zelanda        | 10                |
| Paesi Bassi          | 13                |
| Polonia              | 29                |
| Regno Unito          | 80                |
| Stati Uniti          | 33                |
| Svezia               | 19                |
| Svizzera             | 3                 |

### Classifiche di fine anno
| Classifica (2000) | Posizione |
| ----------------- | --------- |
| Australia         | 51        |
| Austria           | 26        |
| Belgio (Fiandre)  | 64        |
| Belgio (Vallonia) | 89        |
| Germania          | 20        |
| Paesi Bassi       | 44        |
| Stati Uniti       | 43        |
| Svizzera          | 9         |